# Tatra KTNF6/KTNF8
Tatra KTNF6 – typ tramwaju, który powstał w wyniku modernizacji czechosłowackiego tramwaju Tatra KT4. Jest to częściowo niskopodłogowy tramwaj, zbudowany poprzez wstawienie między dwa człony tramwaju KT4 dodatkowego, środkowego członu niskopodłogowego. W estońskim Tallinnie podobne tramwaje otrzymały oznaczenie KT6T. Powstała również odmiana Tatra KTNF8, która różni się zwiększoną liczbą osi w porównaniu z KTNF6.

## Charakterystyka
Począwszy od tramwaju Be 4/6, który wprowadzono do eksploatacji w szwajcarskiej Genewie w 1984 r., częściowo niskopodłogowe tramwaje zaczęły upowszechniać się w europejskich miastach z transportem tramwajowym. Ze względu na ograniczenia budżetowe lub niezadowalający stan torowisk nie każdy system tramwajowy był w stanie dokonać zakupu taboru w pełni niskopodłogowego. Dlatego też przewoźnicy podjęli decyzję o przebudowie posiadanych wagonów tramwajowych poprzez zamontowanie w nich części niskopodłogowej. Jednym z tramwajów powstałych w ten sposób jest Tatra KTNF6 (KT6T) lub Tatra KTNF8, które są zmodyfikowaną wersją tramwaju Tatra KT4, wytwarzanego w czeskich zakładach ČKD.

### KTNF6 i KT6T
Środkowy człon niskopodłogowy dla modyfikacji KTNF6 (KT6T) został wyprodukowany przez Mittenwalder Gerätebau. Człon ten opiera się na dwóch pojedynczych osiach o konstrukcji opracowanej przez zakłady Schindler Wagon ze Szwajcarii, a wysokość podłogi nad główką szyny wynosi 350 mm (300 mm w pobliżu drzwi). Pod dwupłatowymi drzwiami znajduje się wysuwana pochylnia, które ułatwia wsiadanie i wysiadanie pasażerom na wózkach inwalidzkich. Przejście z członu do części wysokopodłogowej zapewniają trzy schodki.

### KTNF8
Człon niskopodłogowy dla tramwajów typu KTNF8 wytworzono w zakładach Bombardier Transportation. Odróżnia się on od tego z tramwajów KTNF6 konstrukcją wózków: zamiast pojedynczych osi zastosowano dwa dwuosiowe wózki produkcji zakładów Alstom LBH. Wózki wyposażono w hamulce elektromagnetyczne oraz w hamulce tarczowe. Zostały one zaprojektowane w oparciu o konstrukcję wózków tramwaju Tatra RT6N1. Wysokość podłogi w członie niskopodłogowym wynosi 360 mm.
W przypadku niemieckich tramwajów KTNF6 i KTNF8 zmodernizowano także wyposażenie elektryczne, zwiększono moc silników i zamontowano układ rekuperacji pozwalający na oddawanie do sieci energii elektrycznej powstałej podczas hamowania. W estońskim KT6T wyposażenie elektryczne pozostawiono bez zmian.

## Eksploatacja

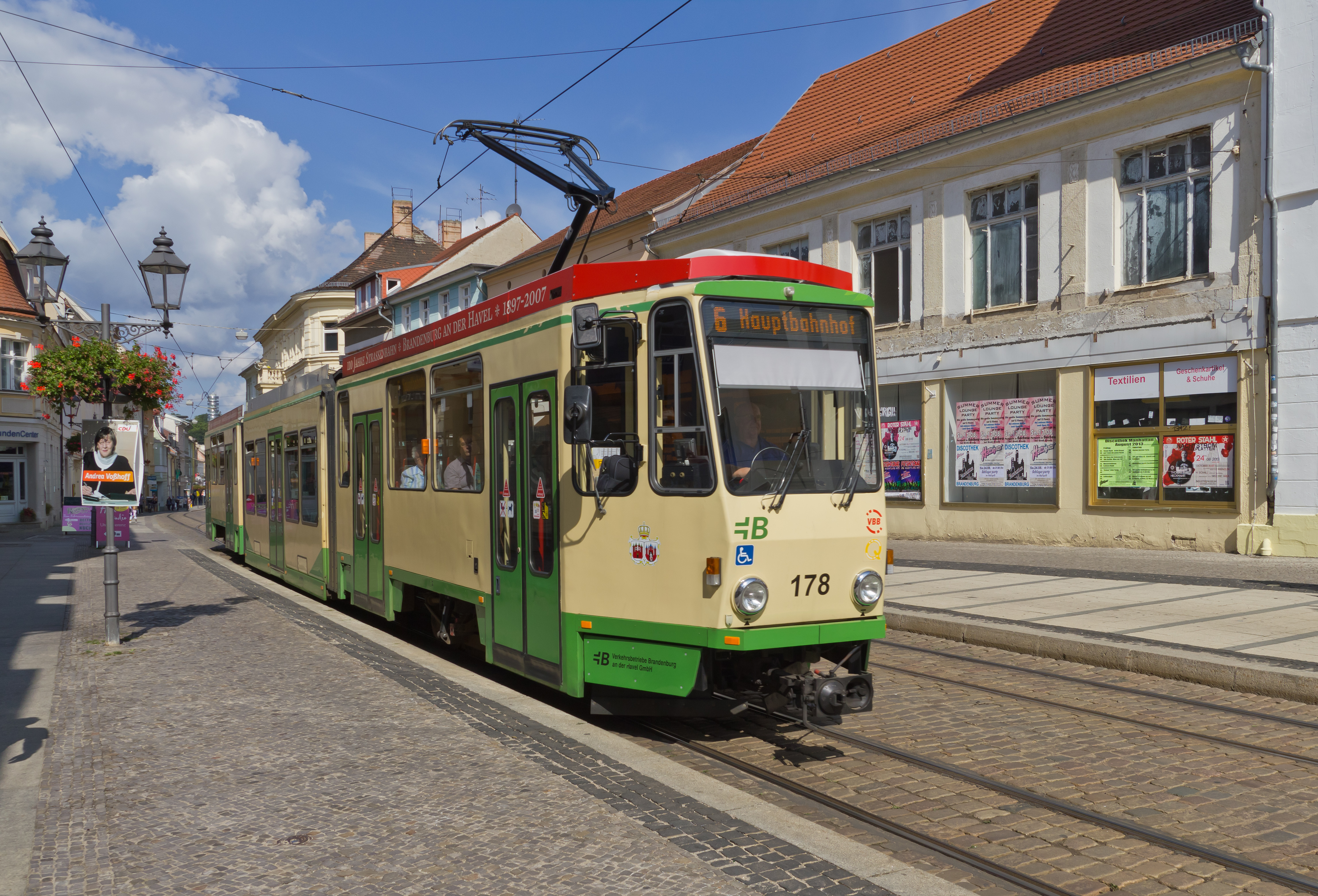
Tatra KTNF6 w Brandenburgu an der Havel

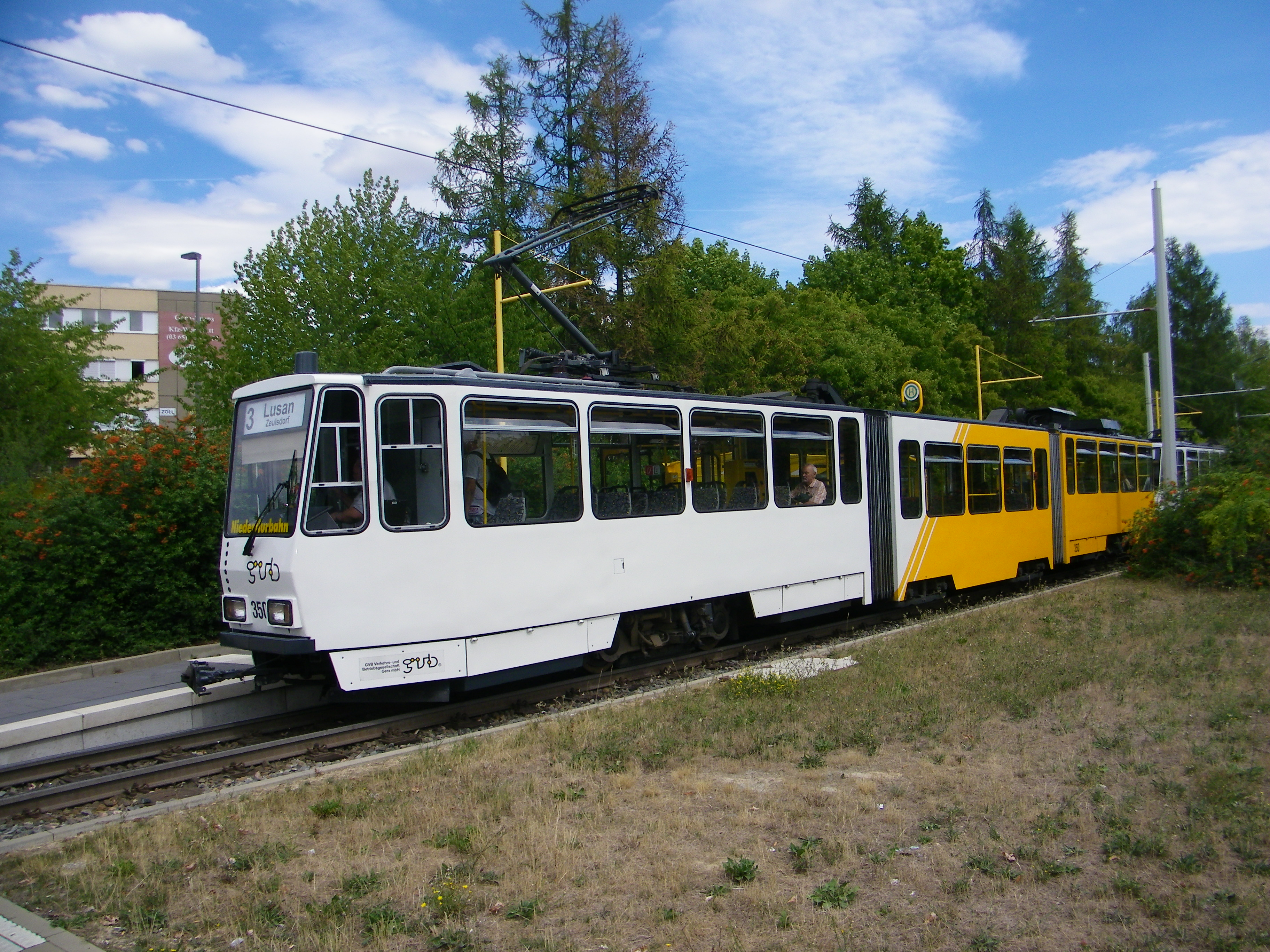
Tatra KTNF8 w Gerze

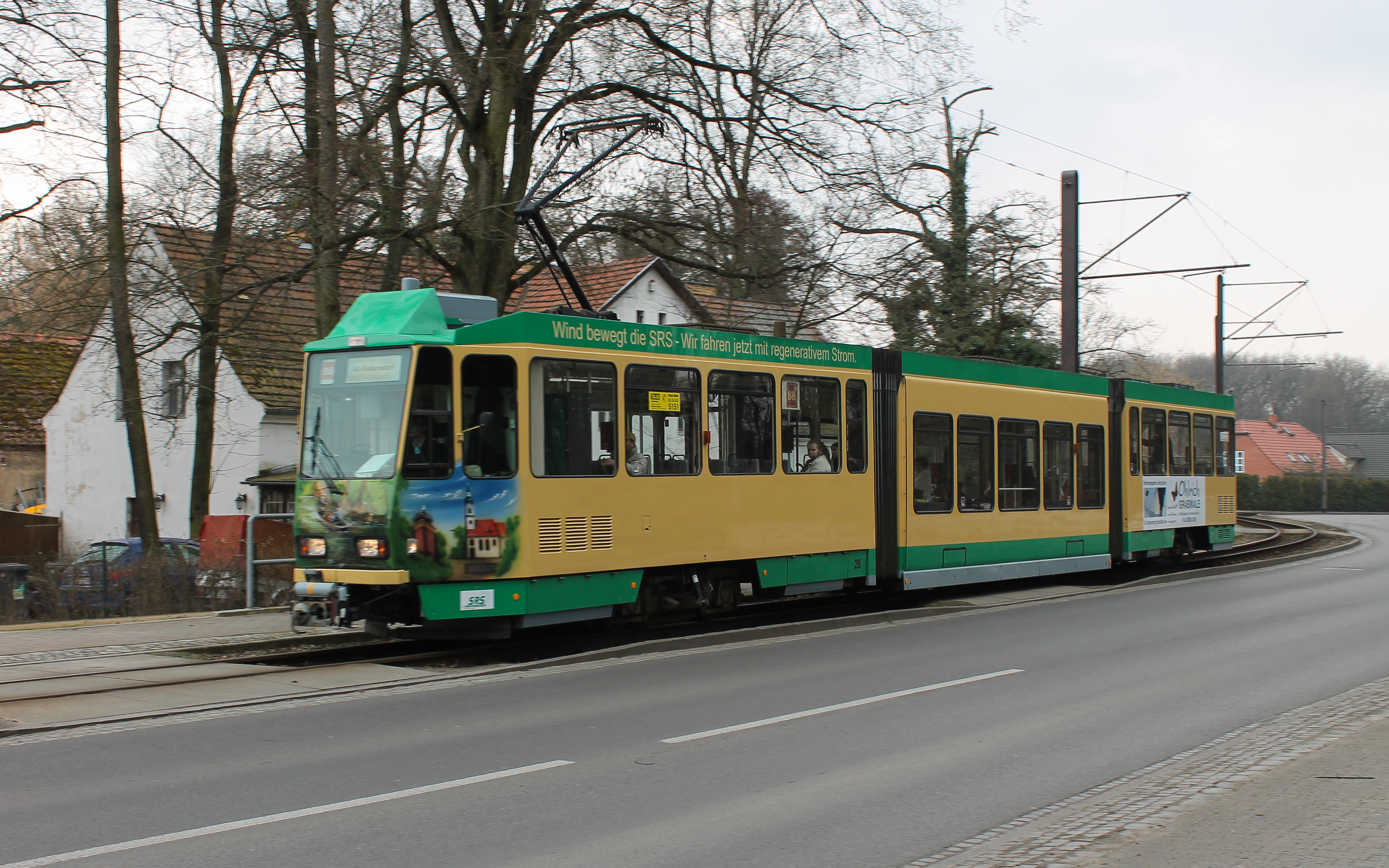
Tatra KTNF6 w Schöneiche

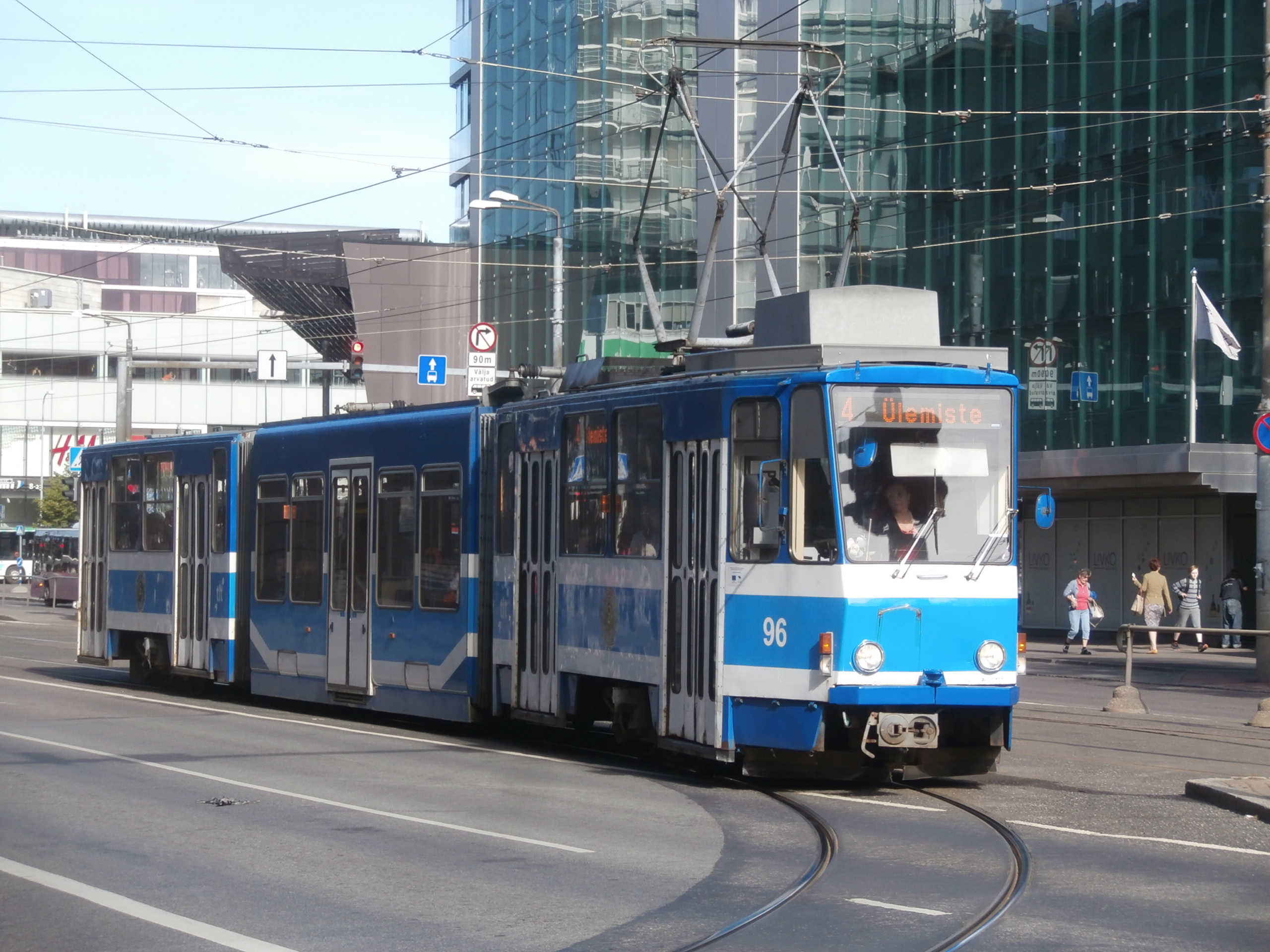
Tatra KT6T w Tallinnie

### Brandenburg an der Havel
W latach 1997–1998 w niemieckim mieście Brandenburg an der Havel przebudowie na typ KTNF6 poddano 10 wagonów typu KT4D. W 2015 r. tramwaje poddano kolejnej modernizacji.

### Chociebuż
W niemieckim Chociebużu modernizacje tramwajów typu KT4D na typ KTNF6 przeprowadzono w latach 1992–1995, a pierwsze tramwaje wprowadzono do ruchu 29 stycznia 1996 roku. Do 1998 r. przeprowadzono modernizację 26 wagonów, a KT4D, które nie zostały zmodernizowane, zostały sprzedane do innych miast. W 2012 r. tramwaje KTNF6 poddano kolejnemu remontowi.
Według stanu z 2020 r. w Chociebużu kursuje 21 wagonów KTNF6. Jeden z pozostałych pięciu został zezłomowany, a cztery sprzedano do innych miast.

### Gera
W 2003 r. zmodernizowano 6 wagonów do typu KTNF8. Według stanu z 2017 r. w eksploatacji pozostawało 5 z nich.

### Schöneiche bei Berlin
W latach 2009–2010 do Schöneiche bei Berlin sprowadzono z Chociebuża trzy KTNF6. były to pierwsze niskopodłogowe tramwaje w Schöneiche. Przed włączeniem do ruchu wprowadzono modyfikacje polegające m.in. na przemalowaniu tramwajów w miejscowe barwy. W 2014 r. zakupiono w węgierskim Segedynie jeszcze jeden tramwaj KTNF6 (sprowadzony tam z Chociebuża). W 2020 r. na stanie przewoźnika Schöneicher-Rüdersdorfer Straßenbahn znajdowały się cztery tramwaje KTNF6.

### Tallinn
W Tallinnie kursuje łącznie 12 zmodernizowanych tramwajów typu KT4SU i KT4D. W latach 2001–2007 wszystkie te tramwaje zmodernizowano poprzez wstawienie środkowego członu niskopodłogowego, a nazwę modelu zmieniono na KT6T. W latach 2016–2018 w firmie EKOVA ELECTRIC w czeskiej Ostrawie tramwaje ponownie przeszły remont. Zwiększono moc silników, a barwy nadwozia zmieniono na biało-czerwone. Tramwaje otrzymały także nowe oznaczenie KT6TM.